# Curved Air
Curved Air is een baanbrekende Britse rockformatie. De groep werd opgericht in 1970.
Curved Air werd in 1970 opgericht door Francis Monkman (toetsen en gitaar), Darryl Way (elektrische viool), Sonja Kristina (zangeres), Florian Pilkington-Miksa (drummer) en Rob Martin (bassist). De groep vond zijn oorsprong in de band Sisyphus. De naam werd bedacht door Monkman: hij noemde de band naar het muziekstuk A Rainbow in Curved Air uit 1967 van de Amerikaanse componist Terry Riley. Sonja Kristina had gezongen in The Piccadilly Line en in Hair.
De samenstelling van de band veranderde regelmatig. Als tijdelijke bandleden namen onder anderen Eddie Jobson (later ook lid van Roxy Music en Jethro Tull), Stewart Copeland (later The Police) en Tony Reeves (afkomstig van John Mayall, Colosseum en Greenslade) deel. De enige constante was zangeres Sonja Kristina. Francis Monkman vormde later samen met John Williams de band Sky.
De muzikanten van Curved Air hadden stuk voor stuk een zeer verschillende achtergrond. Hierdoor bevatte hun muziek elementen uit de klassieke muziek, de folkmuziek, en elektronische muziek. Dit resulteerde in een mengsel van progressieve rock, folkrock en fusion met klassieke elementen.
Het debuut van de band, de lp Airconditioning uit 1970, haalde de achtste positie in de Britse albumlijst. De lp werd uitgebracht als een picture disc en was daarmee de eerste lp die op die manier werd geperst. In 1971 had Curved Air een hit single met Back Street Luv.
Na het uitkomen van de lp Airborne in 1976 viel de band zachtjes uit elkaar. De band kwam nog af en toe bijeen voor reünieconcerten. In 1990 werd nog een album uitgebracht, met opnamen van demo's uit 1973. In 2008 is de band weer gestart met optreden in Engeland, en in 2012 trad de band op in Zoetermeer. In 2014 verscheen een nieuw studioalbum: North Star.

## Discografie
- Airconditioning (1970)
- Second Album (1971)
- Phantasmagoria (1972)
- Air cut (1973)
- Curved Air live (1975)
- Midnight wire (1975)
- Airborne (1976)
- Lovechild, Recorded 1973 (1990)
- Live At The BBC (1995)
- Alive, 1990 (2000)
- Reborn (2008)
- Retrospective (2010)
- Live Atmosphere (2012)
- North Star (2014)

### NPO Radio 2 Top 2000
Van Curved Air stond alleen Back Street Luv in 2000 in de NPO Radio 2 Top 2000, op plek 1654.

## Bandleden
- Sonja Kristina Linwood
- Darryl Way
- Francis Monkman
- Florian Pilkington-Miksa
- Rob Martin
- Eddie Jobson
- Kirby Gregory
- Jim Russell
- Stewart Copeland
- Mick Jacques
- Tony Reeves